# SUNET
SUNET（サネット）は、かつて存在した、医薬品卸売の間で収集した医療情報を共有し医療機関に提供するシステム。

## 概要
旭光学工業の人工骨を販売するグループ・旭会モロオ（札幌市）・小田島（花巻市）・マルタケ（新潟市）・福神（東京都）・昭和薬品（名古屋市）・日本商事（大阪市）・成和産業（広島市）・九薬（福岡市）の8医薬品卸売業者が共同で医療情報を医療機関に提供するサービス。
1990年1月に会長の福神の福神邦雄が就任し発足させた。1991年5月から、全国的な医薬品情報のネットワークサービス「SUNET」を開始する。「SUNET」のSUNは、旭光学工業の「旭」にちなんで名づけられた。
副作用情報(ARIS)・医薬品添付文書(MEDIS)・明日の新薬・ＱアンドＡの4種の検索システムを提供した。
システム開発は昭和薬品の若手ＳＥ（2名）が行った。
会員は医療従事者を対象とし、まず全国120都市で新薬情報・副作用情報のサービス開始した。その後「SUNET」は「SAFE-DI」となり、医療機関に従事する医師・薬剤師の為のインターネットによる医療用医薬品情報提供をするサイトとして現在、ユーザーに情報を支援している。